# A・E・J・コリンズ

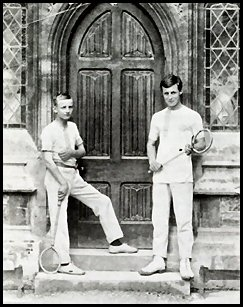
A・E・J・コリンズ（左）とR・P・ケグウィン

アーサー・エドワード・ジューン(ジェームズ)・コリンズ(Arthur Edward Jeune (James) Collins 、1885年8月18日 - 1914年11月11日)はイギリスのクリケット選手、兵士。インド・ジャールカンド州ハザーリーバーグの出身。
クリケットの史上最高得点記録を記録した選手として知られている。当時13歳の学生だった彼は、1899年6月に4日間の午後にわたり628点を記録し、大勢の観衆やメディアが関心を寄せた。
その後は王立陸軍士官学校を卒業したのち、1902年に王立工兵の士官としてイギリス陸軍に入軍、第一次世界大戦中の1914年にベルギーのイープルで戦死した。同年春にエセル・スレーター（Ethel Slater）と結婚したばかりであった。彼女は1966年に独身のまま死去した。